# 로드 벡
로드니 로이 "로드" 벡 (Rodney Roy "Rod" Beck, 1968년 8월 3일 ~ 2007년 6월 23일)은 미국의 야구 선수이며, 포지션은 우완 투수이다. 선수 시절 싱커, 슬라이더, 속구 등 각종 구종을 자유자재로 다루는 능력과 정확한 제구력을 선보이며 슈터(Shooter)라는 별명으로 불렸으며, 개성넘치는 염소 수염이 트레이드마크였다.

## 생애
1991년 샌프란시스코 자이언츠에서 데뷔했으며, 이후 주로 구원 투수로 뛰어난 활약을 선보이며 메이저 리그 베이스볼 올스타전 3회 출전(1993년, 1994년, 1997년) 및 1994년 롤레이즈 구원 투수상을 수상하였다. 그 뒤 1998년 롭 넨과의 맞트레이드로 시카고 컵스로 팀을 옮겨 활약했으며, 1999년 부상으로 마크 거스리, 콜 리니악과의 트레이드로 보스턴 레드삭스로 이적하였다. 이후 토미 존 수술을 받은 뒤 마이너 리그 베이스볼에서 활동하다가 2003년 샌디에이고 파드리스 소속으로 뛰었으며, 팀의 선발 투수인 트레버 호프먼을 보조하는 구원 투수로 활약하다 2004년 은퇴를 선언하였다.
2007년 6월 23일 애리조나주 피닉스에 있는 자택에서 사망한 채로 발견되었고, 지역 경찰과 검시관들은 정확한 사망 원인을 밝혀내지 못했다. 향년 38세.